# Jörg Meuthen
Jörg Hubert Meuthen (* 29. června 1961, Essen) je německý vysokoškolský učitel, ekonom a politik. Do ledna 2022 byl jedním ze dvou mluvčích (tj. spolupředsedů) Alternativy pro Německo (AfD), společně se saským politikem Tinem Chrupallou.
Od konce roku 2017 je poslancem Evropského parlamentu, kde je místopředsedou klubu Identita a demokracie.

## Životopis

### Mládí a studium
Meuthen je římskokatolického vyznání. Vyrostl v Essenu, kde jeho otec působil jako zprostředkovatel pro podnikové starobní pojištění. Do kostela chodil zprvu jen do svého prvního přijímání. Ke katolické církvi se podle vlastní výpovědi vrátil pod vlivem teologických spisů pozdějšího papeže Benedikta XVI., tehdy kardinála Josepha Ratzingera.
Po maturitě na Goethově gymnáziu v lázeňském městě Bad Ems absolvoval v letech 1981-1982 tzv. civilní službu náhradou za tehdy ještě formálně platnou vojenskou službu v Bundeswehru.
Poté studoval v letech 1984–1989 národohospodářství na univerzitě Johannese Gutenberga v Mohuči.

### Povolání

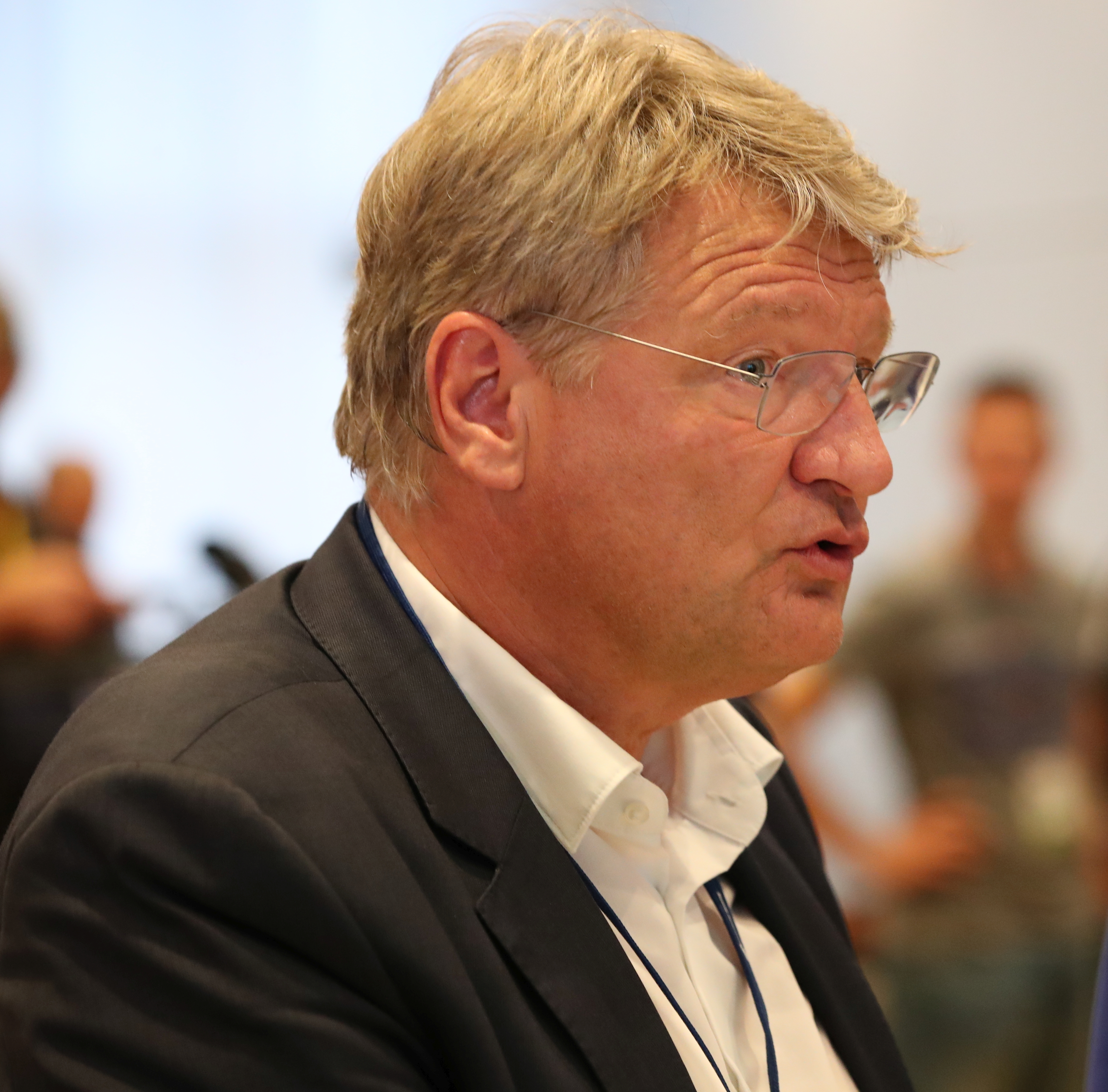
Jörg Meuthen při předvolebním vystoupení v Sasku v roce 2019

V letech 1989–1993 působil jako vědecký spolupracovník na semináři pro finanční vědy na Kolínské univerzitě, kde v roce 1993 promoval s disertací o církevních daních v Německu a získal titul Dr. rer. pol. Mezi roky 1993-1997 pracoval jako referent na ministerstvu financí spolkové země Hesensko. V roce 1997 se stal profesorem národohospodářství na Vysoké škole veřejné správy v Kehlu. Tam také v minulosti zastával úřad děkana. Od své volby zemským poslancem v Bádensku-Württembersku dostal na této vysoké škole neplacenou dovolenou.

### Soukromý život
Meuthen má tři děti ze svého prvního a dvě děti z druhého manželství. V lednu 2017 oznámil, že se se svou druhou manželkou rozvádí. V červnu 2018 následoval jeho třetí sňatek s Natalií Zvekicovou (* 1982), která je ruskoněmeckého původu a je členkou AfD. Prvním manželem Zvekicové byl Srb žijící v Německu, z tohoto manželství má Meuthenova třetí žena rovněž pět dětí.

## Politické působení
V době, kdy Meuthenovi ještě nebylo 30 let, se zajímal o Svobodnou demokratickou stranu (FDP). Její postoj k otázkám tzv. pečovatelského pojištění mu však připadal příliš etatistický. Do AfD vstoupil v roce 2013 poté, když zažil, jak se politik CDU Wolfgang Schäuble podle jeho pocitu vysmíval tehdejšímu předsedovi AfD Berndovi Luckemu. Vnímal to jako „aroganci moci“. Po volbách do spolkového sněmu konaných v září 2021, ve kterých AfD získala 10,3 % (pokles z 12,6% v roce 2017), oznámil v říjnu záměr nekandidovat znovu na pozici spolupředsedy na prosincovém kongresu strany.